# Baierdorf bei Anger
Baierdorf bei Anger là một đô thị thuộc huyện Weiz thuộc bang Steiermark, nước Áo. Đô thị Baierdorf bei Anger có diện tích 16,31 km², dân số thời điểm cuối năm 2005 là 1706 người.